# NGC 1412
NGC 1412 (другие обозначения — IC 1981, ESO 482-29, MCG -5-9-21, AM 0338-270, PGC 13520) — линзообразная галактика (SB0) в созвездии Печь.
Этот объект входит в число перечисленных в оригинальной редакции «Нового общего каталога».
Является единственной галактикой, расположенной вблизи координат, определённых Джоном Гершелем, но большая разница между склонением Гершеля и истинным склонением галактики может вызвать беспокойство, однако галактика полностью подходит под её описание, данное Гершелем. Скорее всего, ошибка в склонении была вызвана неправильным чтением телескопа.